# 西山體育場
西山體育場（英語：Westhills Stadium）是一座位於加拿大卑詩省朗福德（省會維多利亞市郊）的一座多用途體育場。

## 歷史
2008年，朗福德市政府決定在市中心公園建造一座有1600個座位的體育場。體育場在2009年完工並投入使用，當時的名字叫「熊山體育場」（英語：Bear Mountain Stadium）。2012年，地產商「西山土地發展集團」購買了體育場的冠名權，體育場由此改名為「西山體育場」。
2018年，剛剛成立的加拿大超級足球聯賽球隊太平洋FC選擇西山體育場作為自己的主場，並對西山體育場進行了大規模擴建，將體育場容量提升到6200個座位。
2021年4月，多倫多投資公司Starlight Investments以50萬加幣購入了球場的五年冠名權，球場更名為星光體育場（英語：Starlight Stadium）。

### 圖片庫

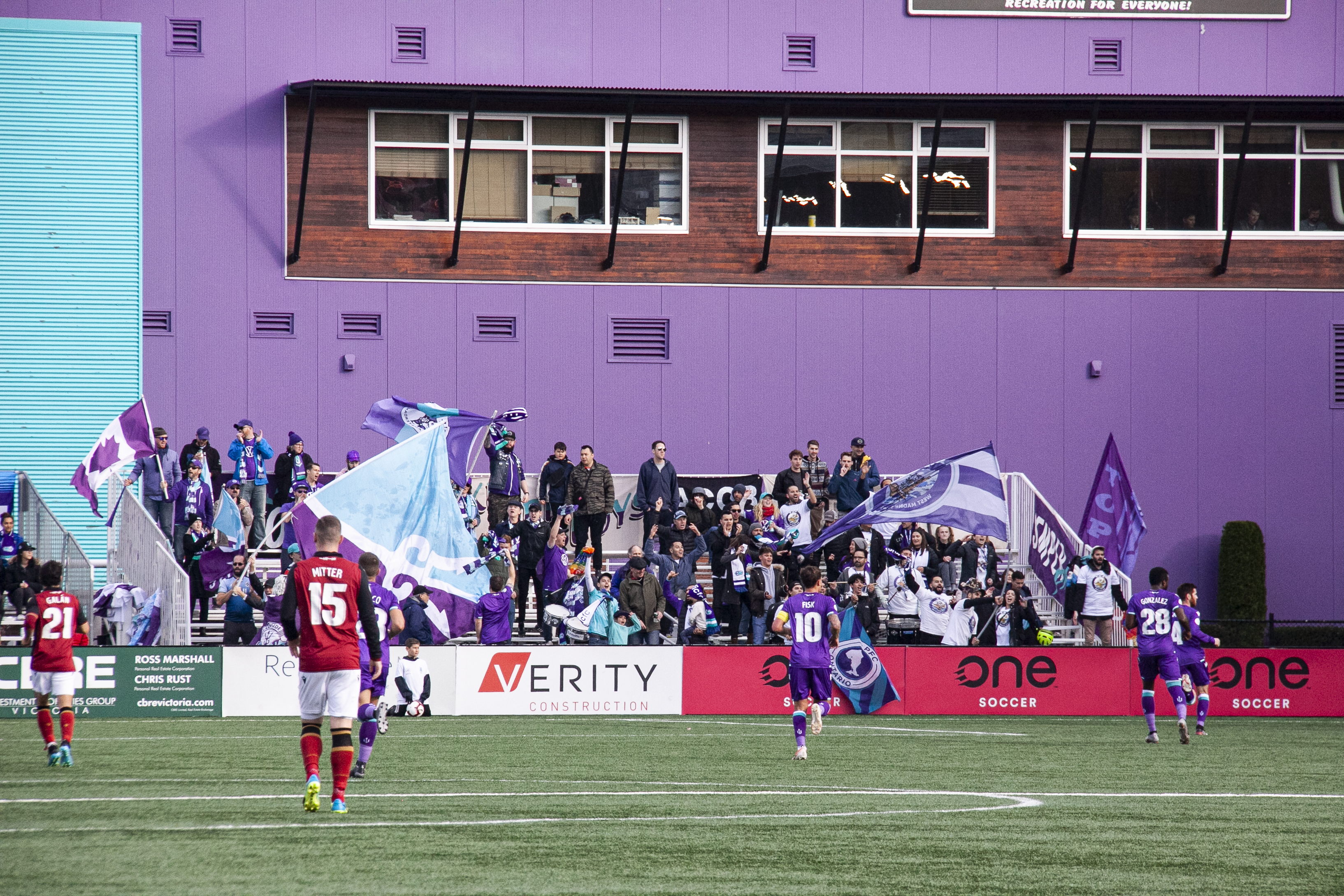
死忠球迷座位區
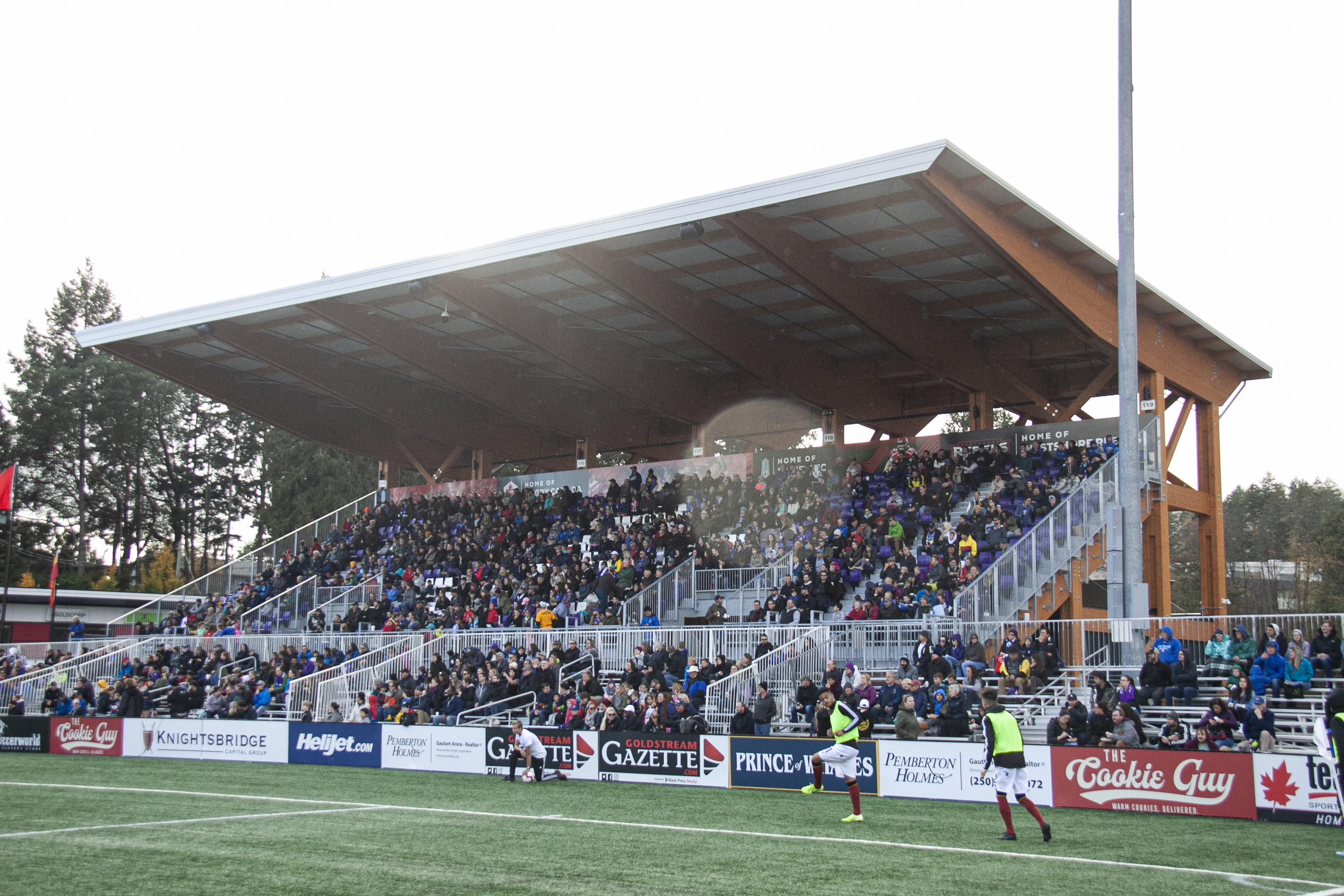
西看臺（家庭座位區）

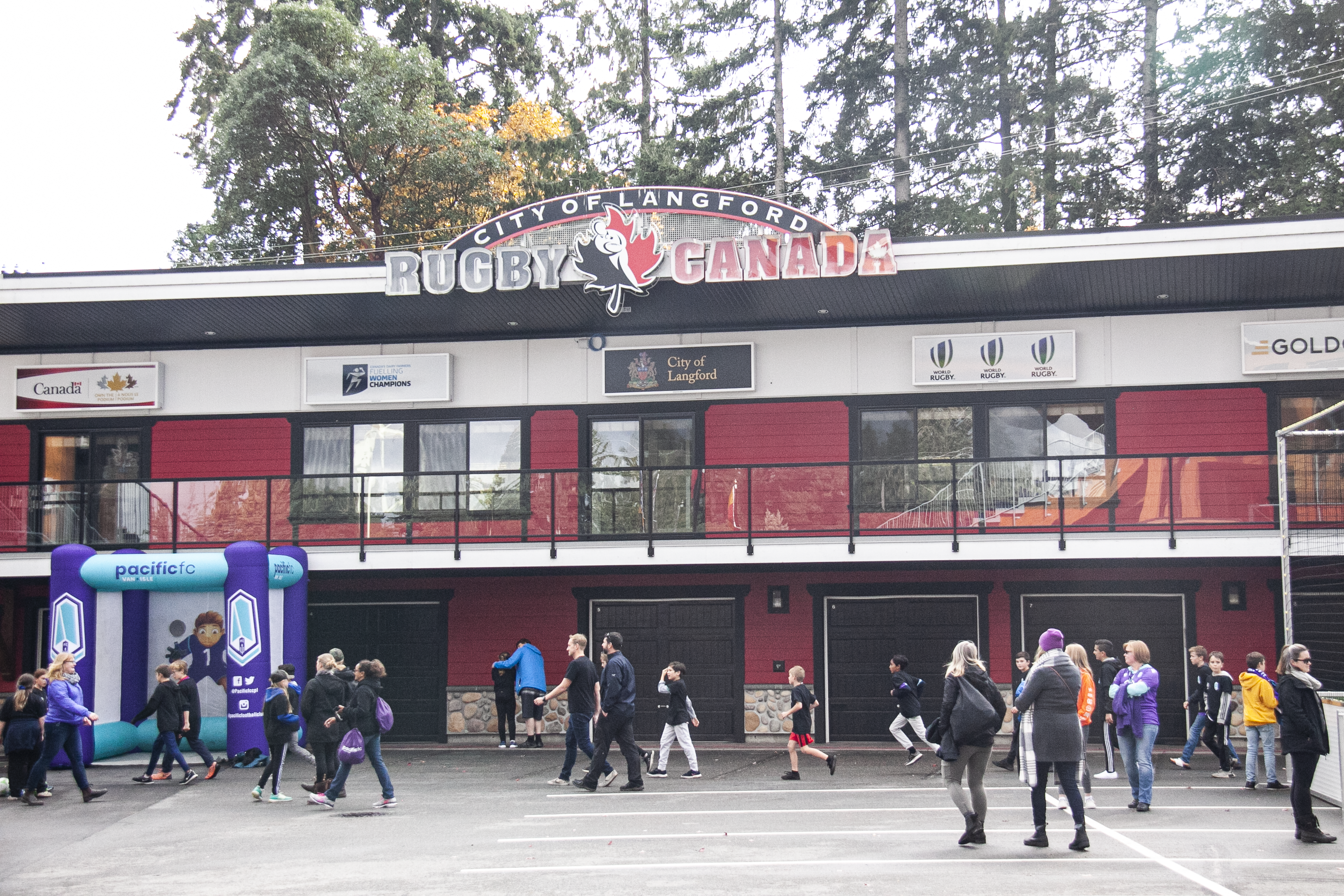
加拿大橄欖球聯合會（法语：Fédération canadienne de rugby à XV）總部
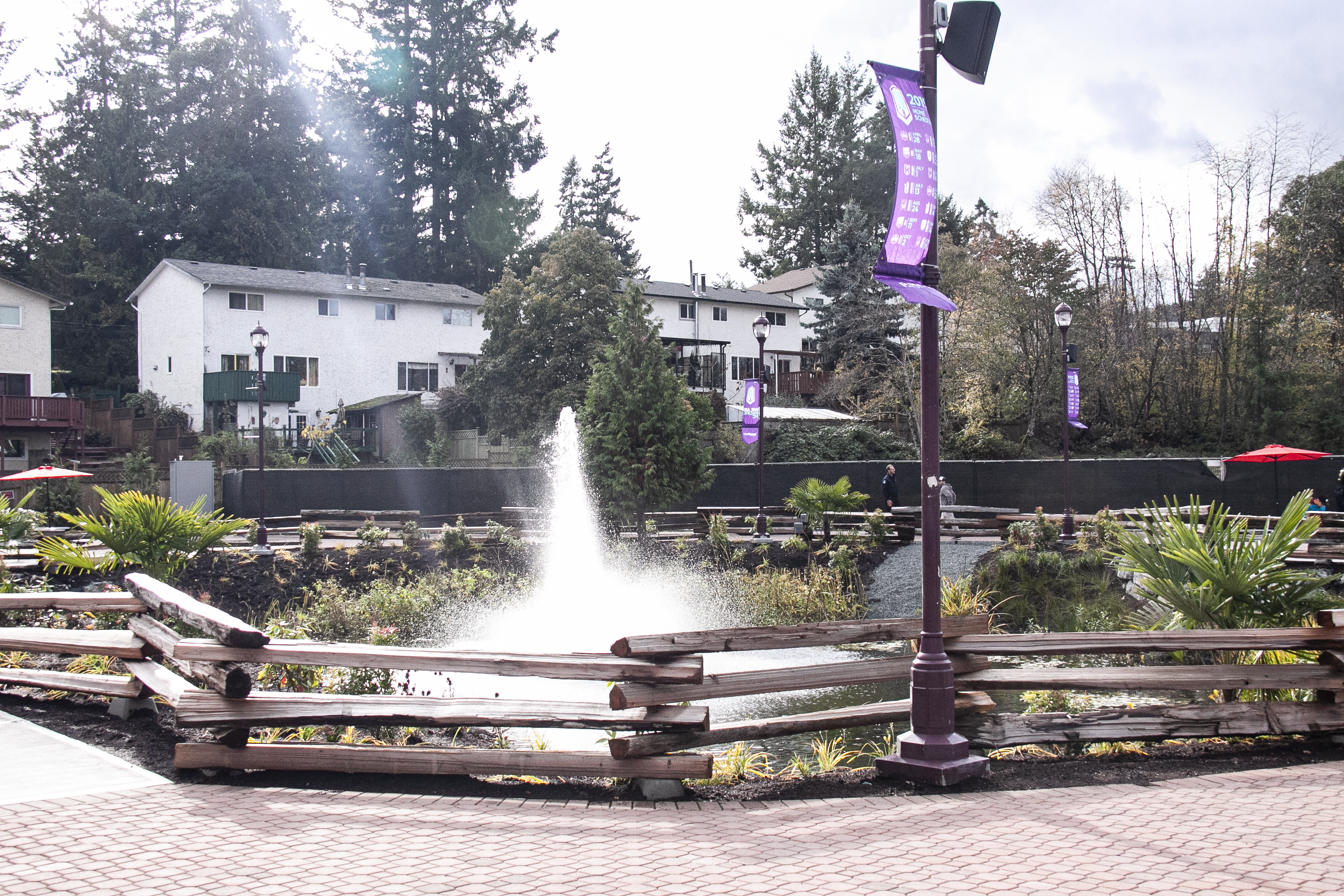
體育場旁邊的噴泉
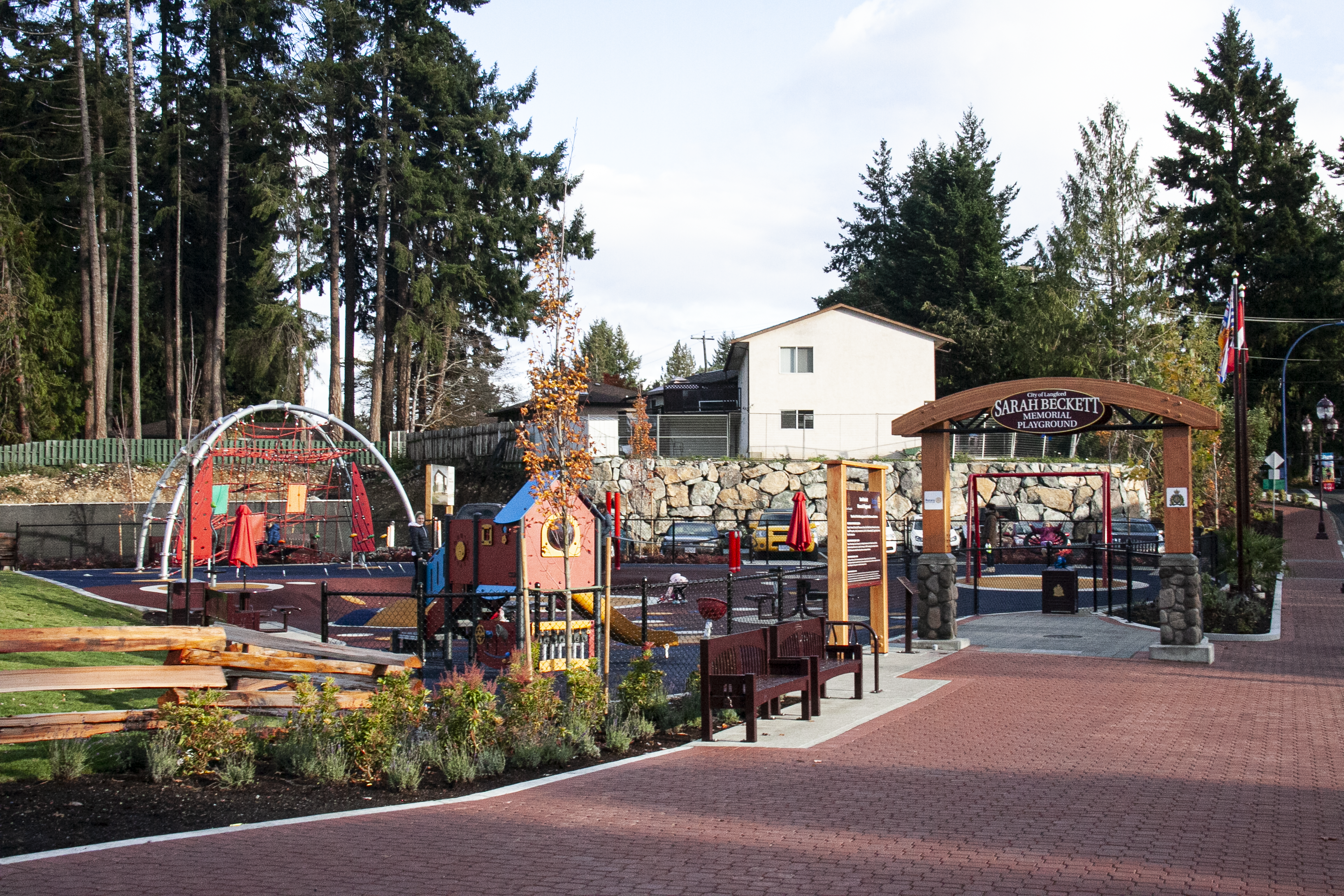
兒童遊樂場